# ベンヤミン・ヴェルビッチ
ベンヤミン・ヴェルビッチ（スロベニア語: Benjamin Verbič、1993年11月27日 - ）は、スロベニア・ツェリェ出身のサッカー選手。パナシナイコスFC所属。スロベニア代表。ポジションはMF。 

## クラブ歴

### ツェリェ
ツェリェに生まれ、地元のNKツェリェの下部組織からトップチームに昇格。2011年5月29日の1.SNLでイズトク・モチヴニクに代わって途中出場し選手初出場。
2011-12シーズンは8試合のスターティングメンバーを含む12試合のリーグ戦に出場、4月3日にプロ初得点を記録した。スロベニア・カップ決勝でもアディショナルタイムに1得点をあげたものの、PK戦で外してしまい、結果としてタイトルを逃した。
2012-13シーズンはリーグで26試合3得点と出場機会を増やした。8月24日には2.SNLのNKシャンピオンに期限付き移籍し、2回のスターティングメンバーを含む3試合に出場した。その後ツェリェに復帰。スロベニア・カップ準決勝では2試合ともに得点を決めて2年連続の決勝進出に貢献した。そして決勝ではフル出場したものの1-0で敗北した。
2014年10月25日に自身初のハットトリックを達成した。

### コペンハーゲン
2015年4月27日、FCコペンハーゲンと4年契約を締結した。7月16日のUEFAヨーロッパリーグ 2015-16 予選のニュータウンAFC戦で移籍後初出場、出場してから僅か2分で移籍後初得点を記録した。デンマーク・スーペルリーガではその10日後の開幕節で初出場となり、フル出場をした。リーグ初得点は9月16日となった。2015-16、2016-17シーズンはリーグとデンマーク・カップのダブルを2年連続で達成、彼も戦力としてこれに大きく貢献した。2017年4月17日のコペンハーゲン・ダービーでは試合唯一の得点を決めて勝利に貢献した。

### ディナモ・キエフ
2017年12月23日にウクライナ・プレミアリーグのFCディナモ・キーウに5年契約で移籍。2018年には月間最優秀選手賞に5月、7月、8月と3回選出された。2022年3月、レギア・ワルシャワに期限付き移籍。

### パナシナイコス
2022年7月29日、パナシナイコスFCに3年契約で移籍した。

## 代表歴
2015年3月30日のカタール代表との親善試合でスロベニア代表初出場。2016年11月11日の2018 FIFAワールドカップ・ヨーロッパ予選グループFのマルタ代表戦で代表初得点。
UEFA EURO 2024に選出

## タイトル

### クラブ
FCコペンハーゲン
- デンマーク・スーペルリーガ : 2015-16, 2016-17
- デンマーク・カップ : 2015-16, 2016-17

FCディナモ・キエフ
- ウクライナ・スーパーカップ ： 2018, 2019, 2020
- ウクライナ・プレミアリーグ ： 2020-21
- ウクライナ・カップ ： 2019-20, 2020-21

パナシナイコスFC
- ギリシャ・カップ : 2023-24